# Flamanville, Seine-Maritime
Flamanville är en kommun i departementet Seine-Maritime i regionen Normandie i norra Frankrike. Kommunen ligger i kantonen Yerville som tillhör arrondissementet Rouen. År 2022 hade Flamanville 466 invånare.

## Befolkningsutveckling
Antalet invånare i kommunen Flamanville
| Referens: INSEE |